# Antivirus-Gold
AntiVirus-Gold es un rogue software desarrollado por ICommerce Solutions S.A., y esta empresa, posee un programa antivirus. Éste intenta persuadir al usuario a que compre el software mediante avisos de publicidad, una vez descargado aparece el Nagware. Se ha desarrollado mediante la ingeniería social para confundir a la gente del legítimo programa AVG Antivirus
Este software se descarga por troyanos o por programas P2P.

## Síntomas de Infección
En una infección típica, el escritorio es modificado y un anuncio es mostrado incentivando al usuario comprar AntiVirus-Gold. Al pulsar sobre el mensaje, un navegador web se abre para ser redireccionado a www.AntiVirus-Gold.com . Los usuarios también han divulgado que el siendo dirigido al sitio después del click sobre el escritorio infectado. El programa intenta instalarse de nuevo después de que se restaurase el sistema.

## Desinfección
El AntiVirus-Gold es detectado en muchos programas antivirus comunes, incluyendo CA Antispyware, familia de productos de seguridad de Norton, y AVG Antivirus. Como siempre, el usuario sólo debería usar el software antivirus bueno.
Programas antimalware, como Malwarebytes, son también muy eficaces en la detección de rogue software como es AntiVirus-Gold. Otra vez, como siempre, un usuario sólo debería usar antimalware verificado como confiable.
Los archivos siguientes son relacionados con AntiVirus-Gold: antivirusgold.exe, avg.exe, eijk.exe, ongi.exe, uninst.exe. Estos también pueden ser borrados manualmente.